# Carl Dellwik (1862–1924)
Carl Dellwik, född 19 december 1862 i Säbrå socken, död 12 december 1924 i Rickmansworth utanför London, var en svensk elektroingenjör och uppfinnare.
Carl Dellwik var son till Carl Dellwik. Han avlade mogenhetsexamn i Stockholm och utexaminerades 1883 som civilingenjör från Tekniska högskolans fackavdelning för mekanisk teknologi. 1884–1893 vistades Dellwik i USA där han arbetade med att exploatera de Fahnehielmska glödljuset, vilket dock kom att trängas undan av Auerljuset. Under den här tiden arbetade Dellwik även på en ny metod att framställa vattengas som patenterades i flera länder. 1893–1899 var han anställd vid Gustaf de Lavals företag för att införa vattengas för industriella ändamål. För att exploatera Dellwiks patent i USA och Europa bildades i Tyskland Dellwik-Fleischer Wassergas A.G., och Dellwik var 1899–1914 företagets representant i Storbritannien. Dellwiks metod för framställning av vattengas gjorde den billigare och införde vattengas vid svetsning, smide, inom bessemermetoden men även vid glasblåsning och som lysgas. Dellwik stannade kvar i Storbritannien som konsulterande ingenjör fram till sin död.